# 주현영 (성우)
주현영(1968년 4월 2일 ~ )은 대한민국의 성우이다. 문화방송 성우극회 소속. 1993년 MBC 공채 11기로 입사했다.

## 작품 활동

### 애니메이션
- 금발의 제니 (MBC)
- 마법소녀 리나 TRY (SBS)

### 영화
- 나쁜 녀석들 (MBC)
- 네프 므와 (MBC)
- 독고구검 (MBC)
- 드라큘라 (MBC)
- 랜섬 (SBS)
- 로보캅 3 (MBC)
- 뱀파이어의 환생 (MBC)
- 스피시즈 (MBC)
- 어싸인먼트 (MBC)
- 에디 (MBC)

## 작품 외 활동

### 방송, 라디오
- 만화열전 - 마스카 (MBC) - 세디아
- 라디오드라마 이웃
- 생방송 아침을 달린다 ㅡ오늘의 역사
- 류수영의 동물티비
- cf롱스
- 한국 걸스카우트
- KBS드라마 태풍의 신부 출연

### 광고
- 쏘나타 택시 (현대자동차)
- 롱스
- 퀸
- 록레코드

- 동물 칼럼니스트로 활동하며 간혹가다 동물에 대한 칼럼을 신문에 연재하기도 한다.
- 경향신문에 동물 칼럼 [와일드 와일드북] 연재, 낭독[1]

### 저서
- 2020년 《나와 같이 사는 동안 행복했니?》[깨진 링크(과거 내용 찾기)]

### 작곡 활동
- 1988 MBC 창작 가곡제 금상수상

전공을 살려 poprt song(팝트송)이라는 장르를 만들어 작사, 작곡한 곡으로 공연도 하고 유튜브 활동을 한다. https://cafe.daum.net/dragons28/E9S5/1741?q=%ED%8C%9D%ED%8A%B8%EC%86%A1& https://m.blog.naver.com/777phil/222254645300

### 작사
- 가요 작사가로도 활동중이다. 성진우ㅡ그대를사랑합니다 , 김태훈ㅡ그래그렇게 등 http://boom4u.net/en/view.php?id=10H32A41BD918

## 같이 보기
- 문화방송 성우극회